# Avenida Ejército del Norte (Tucumán)
La Avenida Ejército del Norte es una avenida de San Miguel de Tucumán, Tucumán, Argentina. Se extiende desde avenida Colón y Mate de Luna hasta la avenida Francisco de Aguirre, en el límite con Tafí Viejo, continuando como ruta provincial 314.

## Historia
La avenida fue creada con la expansión de la ciudad a finales del siglo XIX, ya que anteriormente era parte de las tierras de Zenón Santillán, destacado intendente capitalino. Durante el siglo XX se crearían barrios sobre su traza, como Villa Luján, Barrio Jardín o Villa Muñecas a partir de la estación de tren homónima, Villa Navarra; o instituciones como los Cuarteles militares del ejército argentino, el cine Monumental (acreedor de la pantalla de cine más grande de Sudamérica) o el Liceo Militar.
En 1969 se proyectó el ensanche de la avenida entre Mate de Luna e Italia, realizado sólo en su acera oeste. En 2009 se terminó el ensanche de la avenida, asimismo se repavimentó la avenida en este tramo y se reconstruyeron todas las bocacalles en su cruce con otras calles aledañas.

## Sitios de Interés
A lo largo de esta avenida se desarrollan varios lugares de interés y emblemáticos:
- Biblioteca Popular Nicolás Avellaneda
- Liceo Militar General Gregorio Aráoz de Lamadrid
- Hogar San Roque
- Escuela Técnica N.º 4
- Escuela de Nivel Inicial Dr. Salustiano Zavalía
- Supermercado Changomás